# MBSスポーツドーム
『MBSスポーツドーム』（エムビーエススポーツドーム）は、1997年10月4日から2000年3月25日まで毎日放送（MBSテレビ）で放送されたスポーツ情報番組である。

## 概要
『MBSナウ』土曜版の終了に合わせて放送を開始。番組は、同日に行われたスポーツの結果速報（プロ野球、Jリーグ等）を伝えていたほか、関西のスポーツマンにスポットを当てたルポルタージュも放送していた。タイトルは、放送開始年に開業した大阪ドームに因んでいる。
当初の放送時間は17時30分 - 18時00分 (JST) だったが、1998年頃に放送時間が30分繰り上がり、以後は17時00分 - 17時30分に放送されるようになった。また、当初は元競泳選手の鈴木大地がメインキャスターを務めていた。鈴木は東京から番組があるたびに大阪に来て生放送に参加していたが、多忙により降板。後に野球解説者の仲田幸司がメインを担当するようになった。
なお、MBSと同系列である北海道放送でも後に土曜夕方に『スポーツどーむ北海道』なる番組が放送されていたが、当番組との関連性は特に無い（そちらは札幌ドームが由来）。